# Risoni
I risoni, anche detti orzo, sono un tipo di pasta minuta originario dell'Italia.

## Etimologia e storia
Come suggerisce il loro nome, la loro forma oblunga richiama i chicchi di riso; secondo il capo chef della HelloFresh Claudia Sidoti, il termine "orzo" con cui sono conosciuti è dovuto a motivi analoghi. Originari dell'Italia, i risoni sono alla base di ricette apparse negli anni cinquanta. Oggi sono diffusi in diversi paesi europei, specialmente la Grecia, in Medio Oriente e nel Nord America.

## Descrizione
I risoni sono un tipo di pasta minuta dalla forma allungata e a base di farina di grano duro. Molto versatili, i risoni vengono usati per preparazioni di pastasciutta e piatti freddi; molto comuni sono quelli al pomodoro e quelli risottati.